# Kamienica przy ulicy Jana Zamoyskiego 35 w Krakowie
Kamienica przy ulicy Jana Zamoyskiego 35 – zabytkowa kamienica znajdująca się w Krakowie, w dzielnicy XIII przy ulicy Jana Zamoyskiego, w Podgórzu.
Kamienica została wzniesiona w 1890 roku według projektu architekta Józefa Donheisera.
Budynek został wpisany do gminnej ewidencji zabytków. Znajduje się na obszarze Podgórza, którego układ urbanistyczny został wpisany 26 października 1981 do rejestru zabytków.